# Nokomai River
Der Nokomai River ist ein Fluss im Südwesten der Südinsel Neuseelands. Er entspringt westlich des 1538 m hohen Mount Tennyson und fließt in südwestlicher Richtung durch die Garvie Mountains, bis er in den Mataura River entwässert. An der Mündung verläuft die über den New Zealand State Highway 6 erreichbare Nokomai Road, von der aus Wanderwege bis in die Nähe der Quelle führen.